# Ordo Iuris – zaklada za pravnu kulturu
Ordo Iuris – zaklada za pravnu kulturu zaklada je koja je osnovana 2013. u Poljskoj sa sjedištem u Varšavi i uredom u Bruxellesu, gdje se nalazi Europski parlament. Godine 2019. osnovana je neovisna hrvatska podružnica sa sjedištem u Zagrebu.
Institut obučava mlade pravnike i obvezuje se informirati javnost o promjenama pravne kulture. Također podupire inicijative specifične za pokret za život. Ostala područja interesa Instituta uključuju slobodu vjeroispovijesti, brak i obitelj, slobodu savjesti, prava žena, građansko pravo, ekonomsku slobodu i slobodu govora.
Institut se zalaže za konzervativni pogled na obitelj.

## Povezani clanci
- Vigilare
- pro-life pokret

## Vanjske poveznice
- Službena stranica Ordo Iuris - zaklada za pravnu kulturu
- Jutarnji.hr OSNOVANA HRVATSKA VERZIJA ULTRAKONZERVATIVNE ORGANIZACIJE KOJA IMA SNAŽAN UTJECAJ U POLJSKOJ